# 영등포공원
영등포공원은 서울특별시 영등포구 영등포동에 있는 공립공원이다. 예전에는 OB 맥주 영등포공장 부지였으며 OB 맥주가 경기도 이천시로 공장을 이전하면서 서울시가 부지를 사들여 공원으로 조성하였다. 일부 주민들 사이에서는 'OB공원' 으로도 불린다. 

## 개요
1933년 일본인 지주가 세운 소화 기린맥주 공장으로 있는 곳이며 1945년 해방이 되면서 일본인들이 떠나고 미군정청령에 의거 적산공장으로 지정되었다가 동양맥주(현재의 OB 맥주)가 공장부지를 매입하면서 동양맥주 영등포공장이 되었다. 이후 영등포 지역의 개발과 주거단지가 들어서면서 공장 소음으로 인한 주민들의 민원과 항의가 빗발치면서 서울시가 OB 맥주와의 합의 끝에 공장부지를 매입하여 1997년 OB 맥주가 경기도 이천으로 공장을 이전하고 공원 공사를 착공하여 1998년에 개장하였다. 공원 이름은 영등포동에 있는 공원이라고 하여서 붙여졌다. 
1996년 OB 맥주에서 1933년에 제조하였던 소화 기린맥주 담금솥을 서울시에 기증하였으며 현재도 공원 안에 맥주 담금솥이 있다.  

## 담금솥
1933년 일본인이 제작하였던 소화 기린맥주 영등포공장에서 쓰였던 담금솥으로 1945년 광복 이후에는 동양맥주가 인수하여 1996년까지 사용하였다가 1997년 OB 맥주가 경기도 이천으로 공장을 이전하면서 서울시에 담금솥을 기증하여 영등포공원 광장에 전시하고 있다.   

## OB 맥주영등포공장
1933년 일본인에 의해 세워졌던 소화 기린맥주 공장이 시초이며 1945년 광복이 되면서 소화 기린맥주가 철수하고 미군정청이 이 공장부지를 적산공장으로 지정하였다가 동양맥주가 인수하여 동양맥주 영등포공장이 되었고 이후 OB 맥주 영등포공장이 되었다. 이후에 영등포역에 롯데백화점이 들어서고 영등포 곳곳에 상가와 주거지가 증가하면서 공장에서 나오는 소음과 분진 등으로 인한 민원이 제기되면서 서울시가 OB 맥주와의 합의 끝에 OB 맥주 영등포공장이 폐쇄되어서 경기도 이천으로 이전하고 서울시가 옛 OB 맥주 영등포공장 부지를 공유지로 인수하여 현재의 영등포공원을 조성하였다. 

## 현황
- OB 맥주 영등포공장 담금솥
- 서울 25개 자치구 표석
- 공원 광장
- 분수대
- 놀이터, 운동시설

## 이용정보
- 수도권 전철 1호선 영등포역 후방 출구로 나와서 도보로 1분, 5호선 신길역에서 도보로 3분
- 이용시간 : 24시간
- 입장료 : 무료